# Cincinnati
Cincinnati (AFI: /ʧinʧinˈnati/; in inglese [ˌsɪnsᵻˈnæti]) è un comune (city) degli Stati Uniti d'America e capoluogo della contea di Hamilton nello Stato dell'Ohio. La popolazione era di 305 605 abitanti al censimento del 2018, il che la rende la 3ª città più popolosa dello stato, dietro Columbus e Cleveland, e la 65ª città più popolosa della nazione. Gli abitanti di Cincinnati vengono chiamati Cincinnatian.
I soprannomi della città sono "The Queen City", "Cincy", "Porkopolis" e "The Fountain City". Il suo motto è Iuncta iuvant, che in latino significa 'le cose messe insieme sono efficaci', quindi con un valore paragonabile al proverbio "l'unione fa la forza".
La città è sede di molte grosse società commerciali come Procter & Gamble, Kroger, Federated Department Stores (proprietaria di Macy's e Bloomingdale's), Chiquita Brands International, Great American Insurance Company, U.S. Playing Card Company e Fifth Third Bank.

## Geografia fisica
Secondo lo United States Census Bureau, ha un'area totale di 206,01 km² (79,54 mi²).

## Storia
Cincinnati fu fondata nel 1788 con il nome di Losantiville, una sincrasi delle parole "Licking River", "os", "ante", e "ville", con il significato di "città di fronte alla foce del fiume Licking". L'attuale toponimo, Cincinnati, fu dato alla città nel 1790 dall'allora governatore del Territorio del nord-ovest Arthur St. Clair, in onore della Società dei Cincinnati (Society of the Cincinnati), di cui era membro. Il nome della società derivava a sua volta da quello del console romano Lucio Quinzio Cincinnato. Cincinnati fu incorporata come villaggio nel 1802 e come città nel 1819.
Nel 1853 la città fu teatro di una rivolta anticattolica scatenatasi per l'arrivo del nunzio apostolico Gaetano Bedini che, all'epoca della Repubblica Romana, aveva operato dure repressioni dei rivoluzionari in Italia. La città, che era perlopiù popolata da Forty-Eighters, si ribellò contro quello che venne definito "il macellaio di Bologna", mobilitando 500 manifestanti che si portarono fin sotto il palazzo dell'arcivescovo per protestare. La rivolta venne repressa dalle locali forze di polizia. 

## Monumenti e luoghi d'interesse
- Cincinnati Times-Star Building edificio storico della città in art déco.

## Società

### Evoluzione demografica
Secondo il censimento del 2010, c'erano 296 945 abitanti.
I dati del 2018 parlano invece di 302 605 abitanti.

### Etnie e minoranze straniere
Secondo il censimento del 2010, la composizione etnica della città era formata dal 49,3% di bianchi, il 44,8% di afroamericani, lo 0,3% di nativi americani, l'1,8% di asiatici, lo 0,1% di oceaniani, e il 2,5% di due o più etnie. Ispanici o latinos di qualunque etnia erano il 2,8% della popolazione.

### Tradizioni e folclore
A Cincinnati si svolge annualmente, dal 1976, l'Oktoberfest Zinzinnati.

## Cultura

### Istruzione

#### Musei
- Cincinnati Art Museum
- American Sign Museum
- Zoo e giardino botanico di Cincinnati
- Contemporary Arts Center

### Media

#### Stampa
Il quotidiano della città è il The Cincinnati Enquirer, fondato nel 1841.

## Infrastrutture e trasporti
La Interstate 275 rappresenta il sistema tangenziale della città e la stessa è servita dall'Aeroporto Internazionale di Cincinnati. I quartieri di Downtown e Over-the-Rhine sono serviti da una linea tranviaria con 18 stazioni.

## Amministrazione
Ad aprile 1853 il dipartimento dei pompieri di Cincinnati divenne il primo servizio di pompieri professionale regolarmente finanziato e stipendiato degli Stati Uniti.
Dopo aver sperimentato diversi sistemi elettorali diversi, dal 1999 il sindaco di Cincinnati viene eletto tramite elezioni dirette da parte dei cittadini.
Nell'aprile 2001 la città fu protagonista di una imponente rivolta popolare a causa dell'uccisione di un afroamericano di nome Timothy Thomas da parte della polizia, che sfociò in un migliaio di arresti, nell'imposizione del coprifuoco da parte del sindaco e nel suo successivo boicottaggio, con conseguente impennata dei crimini per alcuni anni.

### Gemellaggi
- Amman
- Gifu
- Harare
- Charkiv
- Liuzhou
- Monaco di Baviera
- Mysore
- Nancy
- Nuova Taipei

## Sport

### Football americano
Nel football americano, Cincinnati è rappresentata da due squadre, i Cincinnati Bengals, fondati nel 1968, che partecipano alla National Football League, e i Cincinnati Bearcats, fondati nel 1885, che partecipano al campionato universitario (NCAA Division I.).

### Baseball
Nel baseball, Cincinnati è rappresentata da una squadra, i Cincinnati Reds, fondati nel 1882, che partecipano alla Major League Baseball.

### Calcio
Nel calcio, Cincinnati è rappresentata da una squadra, il FC Cincinnati, fondato nel 2015, che partecipa alla MLS a partire dal 2019.

### Pallacanestro
Nella pallacanestro, Cincinnati è rappresentata da due squadre, gli Xavier Musketeers, che rappresentano la Xavier University, fondati nel 1920, e i Cincinnati Bearcats, che rappresentano l'Università di Cincinnati, fondati nel 1901, entrambe le squadre partecipano alla NCAA Division I. Dal 1957 al 1972 in città aveva sede la squadra dei Cincinnati Royals che attualmente è denominata Sacramento Kings.

### Tennis
Cincinnati è sede di uno dei più prestigiosi tornei di tennis, appartenente al circuito del Master Series, denominato Western & Southern Open.